# Crella commensalis
Crella commensalis är en svampdjursart som beskrevs av Thomas Whitelegge 1906. Crella commensalis ingår i släktet Crella och familjen Crellidae. Inga underarter finns listade i Catalogue of Life.